# نرخ تبدیل خوراک
در دامپروری، نرخ تبدیل خوراک یا ضریب تبدیل خوراک (به انگلیسی: Feed conversion ratio)، نسبت یا نرخی است که بازدهی را اندازه‌گیری می‌کند که با آن بدن دام ، خوراک دام را به خروجی مطلوب تبدیل می‌کند. به عنوان مثال، برای گاوهای شیری، خروجی آن شیر است، در حالی که در جانورانی که برای گوشت بزرگ می‌شوند (مانند گاوهای گوشتی، خوک، مرغ و ماهی) خروجی گوشت است، یعنی توده بدنی که جانور به دست می‌آورد، یا در جرم نهایی جانور یا جرم بیرونی لباس نشان داده می‌شود. نرخ تبدیل خوراک جرم ورودی تقسیم بر خروجی است (بنابراین، جرم خوراک به ازای هر جرم شیر یا گوشت است). در برخی از بخش‌ها، بازده خوراک (feed efficiency)، که خروجی تقسیم بر ورودی (یعنی معکوس FCR) است، استفاده می‌شود. این مفاهیم همچنین ارتباط نزدیکی با کارایی تبدیل خوراک مصرفی (ECI) دارند.